# Hibiscus diversifolius
Hibiscus diversifolius ("swamp hibiscus") es una especie silvestre de hibiscus.

## Descripción
Alcanza de 1 a 2 m de altura, con tallos espinosos y flores de color amarillo con una mancha basal marrón, que se produce durante el verano y primavera. Es una especie costera en Nueva Zelanda ( que ahora es rara en la naturaleza ) donde le gusta un sitio seco, soleado libre de heladas.

## Distribución
Se encuentra en África tropical, Nueva Guinea, Filipinas, muchos Islas del Pacífico, América Central y América del Sur, Islas Galápagos, Nueva Zelanda, Isla Norfolk así como los estados de Nueva Gales del Sur y Queensland en Australia. Hay desacuerdo en cuanto a su rango nativo. Algunas fuentes consideran que solo son nativas de África, y naturalizada en otro lugar;  pero otras la consideran nativa de Nueva Zelanda y Australia.

## Hábitat
Se encuentra en las bajas zonas pantanosas, en África puede ocurrir en el interior o cerca de la costa, pero en los otros continentes solo se encuentra en las zonas costeras. Esta distribución, junto con las pruebas genómicas, sugiere que se originó en África y colonizaron los otros continentes a través de la dispersión a larga distancia por el agua salada.

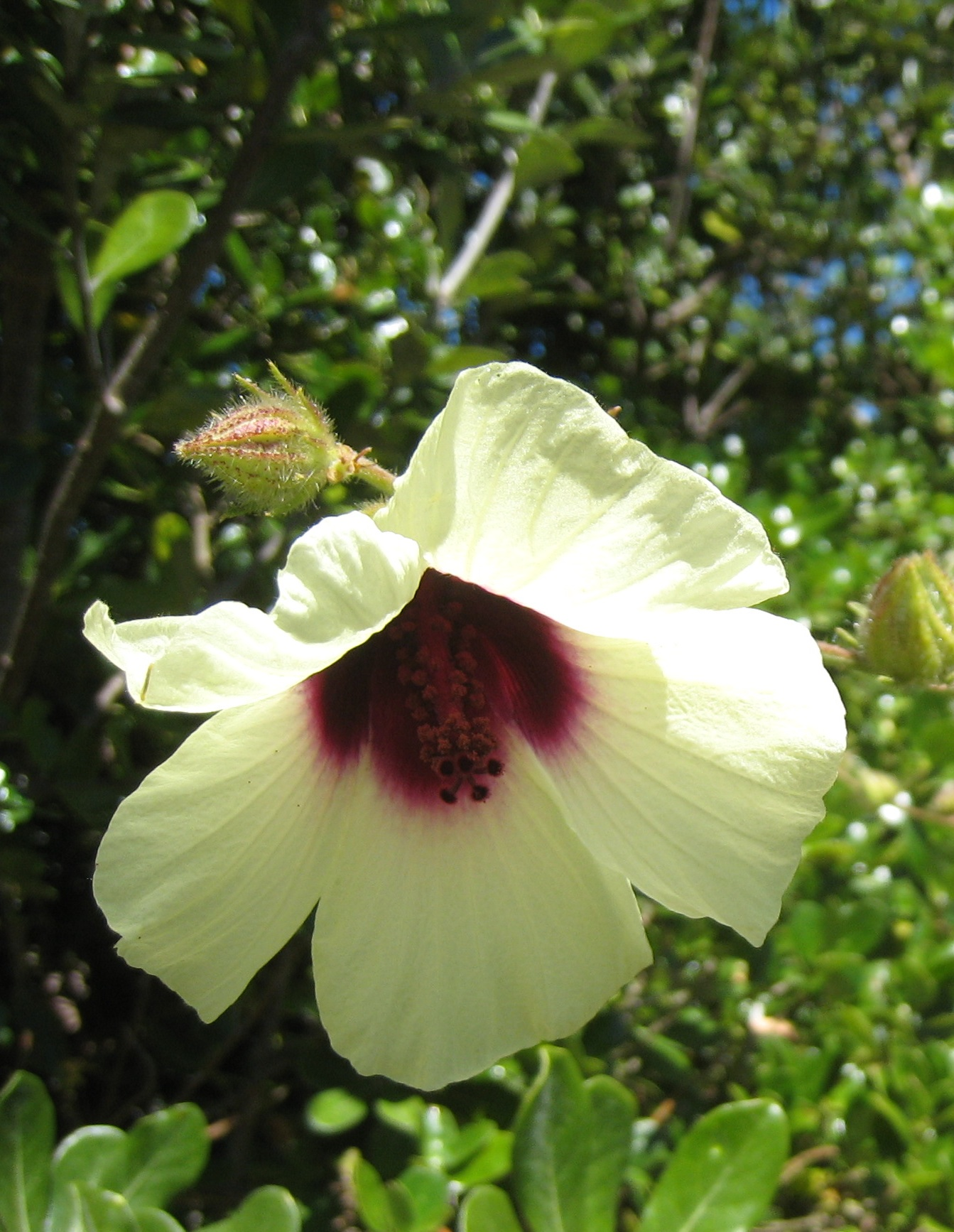
Hibiscus diversifolius flower

## Taxonomía
Hibiscus diversifolius fue descrita por Nikolaus Joseph von Jacquin y publicado en Collectanea 2: 307. 1788[1789].
Etimología
Ver: Hibiscus
diversifolius: epíteto latíno que significa "con hojas diversas"
Variedad aceptada
- Hibiscus diversifolius subsp. rivularis (Bremekamp & Oberm.) Exell

Sinonimia
- Hibiscus ficulneus Cav.
- Hibiscus paludosus Merr.
- Hibiscus scaber Lam.[6]
- Hibiscus persicifolius Eckl. & Zeyh.
- Hibiscus biflorus A.Spreng.
- Hibiscus macularis E.Mey. ex Harv.
- Hibiscus decaisneanus Schimp. ex Hochr.
- Hibiscus berberidifolius Cufod.[8]